# 실라르드 레오
실라르드 레오(헝가리어: Szilárd Leó, 영어: Leo Szilard 리오 실라드[*], 1898년 2월 11일~1964년 5월 30일)는 헝가리 태생의 미국 물리학자다. 1933년에 핵 연쇄 반응을 발견하여 핵 에너지를 이용할 수 있는 길을 열었고, 1939년에는 아인슈타인과 함께 루스벨트 미국 대통령에게 아인슈타인-실라르드 편지를 보내 핵무기 개발을 비밀리에 건의하여 맨해튼 계획을 추진하였다.

## 젊은 시절
실라르드는 오스트리아-헝가리 제국 시절 부다페스트에서 유대인 토목기사의 아들로 태어났다. 그는 1916년에 부다페스트 공과대학에 입학하였으나 그 이듬해에 오스트로-헝가리 군의 사관 후보로 입대하였고 제1차 세계 대전의 종전과 함께 명예제대하였다. 그는 1919년 그 대학에 다시 등록하였으나 점점 심해지는 반유대주의 정책 때문에 헝가리를 떠나기로 결심하였다. 그는 베를린-카를로텐부르크 공과대학교에서 공학과에 등록하였으나 곧 물리학으로 바꾸고 알베르트 아인슈타인, 막스 플랑크, 막스 폰 라우에 등의 물리학 강의를 들었다. 아인슈타인은 그의 1922년 학위논문 《열역학적 요동 현상에 관하여》를 높이 평가하였고, 그는 수석으로 졸업하였다. 그는 1923년 베를린 훔볼트 대학교에서 박사학위를 받았고, 1924년 베를린 대학 이론 물리 연구소에서 막스 폰 라우에 교수의 조교로 임명되었다. 그는 1927년에 박사후과정을 마치고 베를린 대학교의 물리학 강사가 되었다. 이 무렵부터 그는 여러 가지 기술을 발명하였는데, 선형 가속기에 관한 1928년의 독일 특허 신청, 사이클로트론에 관한 1929년의 독일 특허 신청, 1926년 이후 무동력 냉동기에 관한 아인슈타인과의 공동연구 성과인 1930년의 미국 특허 1,781,541 등이 그것이다.

## 영국 생활
실라르드는 1933년 나치의 유대인 사냥에서 벗어나 런던으로 건너왔다. 바로 그 무렵 그는 핵에너지의 실용화 가능성을 부정하는 어니스트 러더퍼드의 글을 타임스에서 읽고 그의 속단이 마음에 들지 않았다. 바로 1년 전에 실라르드는 H. G. 웰스의 1914년 과학 소설 《해방된 세계》에서 인위적 핵붕괴를 이용하는 "원자탄"에 대한 공상과학적 묘사를 읽고 웰스의 상상력에 공감하였다. 그해 1933년에 실라르드는 핵 연쇄 반응 제어를 설계하고 이듬해에 이에 관한 특허를 출원하였다. 이렇게 해서 핵 연쇄 반응의 평화적 이용과 전략적 이용의 길이 열렸으나, 이러한 실라르드의 공로는 잘 알려져 있지 않다. 한편, 유니버시티 칼리지 런던의 윌리엄 램지와 케임브리지 대학의 어니스트 러더퍼드와 함께 이 분야에서 최고의 권위자로 손꼽히는 옥스퍼드 대학의 프레데릭 소디는 1926년의 저서 《경제적 모순의 해결》에서 웰스의 소설을 높이 평가한 바 있다.

## 미국 생활
실라르드는 1938년에 맨해튼에 있는 컬럼비아 대학교의 연구 요청을 받아들여 뉴욕으로 건너왔고 이내 엔리코 페르미가 여기에 동참하였다. 1939년에 핵분열을 학습한 다음 그는 우라늄이 연쇄 반응을 지속할 수 있다고 결론지었다. 실라르드와 페르미는 컬럼비아 대학교에서 행한 간단한 실험을 통해 우라늄의 뛰어난 중성자 증식을 발견하고, 우라늄의 연쇄 반응 가능성을 입증함으로써 핵무기의 길을 열었다. 이에 대해 실라르드는 "우리는 스위치를 켜고 10분 동안 섬광을 관찰한 다음 모든 스위치를 끄고 집으로 갔다. 그날 밤 나는 세계가 슬픔을 향하여 나아가고 있음을 알았다."고 적었다.
실라르드는 맨해튼 계획 추진에 직접적인 영향을 끼쳤다. 그는 프랭클린 루스벨트 미국 대통령에게 핵무기의 개발 가능성과 나치 독일이 먼저 이를 개발할 수 있다는 사실에 대하여 보고하고, 미국도 핵무기 개발을 추진해야 한다는 내용의 비밀 서신을 작성하였다. 실라르드는 1939년 8월 아인슈타인을 찾아가서 그 서신에 서명하도록 설득함으로써 그 제안에 아인슈타인 명성만큼의 무게를 실을 수 있었다. 이 아인슈타인-실라르드 서신(Einstein-Szilard letter)은 미국 정부가 핵분열 연구를 추진하고 마침내 맨해튼 계획을 탄생시키는데 직접적으로 기여하였다. 루스벨트 대통령은 "파, 본건 실시!"라는 지시와 함께 그 서신을 에드윈 파 왓슨 대장에게 넘겼다.
그 후 실라르드는 시카고 대학교로 옮겨 맨해튼 계획을 수행하였다. 거기서 그는 엔리코 페르미와 함께 우라늄과 흑연의 "원자 파일"에서 자립적으로 핵반응을 일으키는 최초의 중성자 반응로를 1942년에 완성하는 데 기여하였다. 실라르드는 페르미와 원자로에 관한 미국 특허 2,708,656를 공동 보유하였다.
그 무렵 독일 등 다른 몇 나라에서도 핵 연쇄 반응을 생성하려는 경쟁이 벌어지고 있었다. 독일의 연쇄 반응 제어는 흑연을 사용하는 방식이었는데 번번이 실패하였다. 실라르드는 흑연이 독일의 판단처럼 연쇄 반응 제어에 아주 적합한 재료이지만, 탄화 붕소(B4C) 막대를 사용하여 생산된 흑연에 들어 있는 미량의 붕소 불순물이 연쇄반응을 방해하기에 충분함을 알았다. 실라르드는 흑연 생산자들에게 붕소가 전혀 없는 흑연을 만들도록 했다. 이렇게 해서 1942년 12월 2일 마침내 최초의 인위적 핵 연쇄 반응이 일어날 수 있었다.

## 핵무기 사용 반대
전쟁이 계속되고 과학자들이 국방 연구에서 차츰 주도권을 잃어가는 데 실망하게 된 실라르드는 맨해튼 계획의 군부 책임자 레슬리 그로브스 대장과 자주 충돌하였다. 전쟁에서 핵무기 사용을 막으려다 실패하자 실라르드는 미국 정부에 대해 점점 더 큰 불만을 품게 되었다. 한편 실라르드는 1943년에 미국 시민권을 취득하였다.
제1차 세계 대전으로 황폐해진 헝가리에서 살아남았으나 잇달아 공산 적군파와 보수 백군파의 무모한 테러를 눈여겨 본 실라르드는 인간의 생명과 자유 특히 아이디어를 교환할 자유의 보장을 내내 열망하여 왔다. 그는 미국 정부가 이전에 민간인 폭격에 맹렬히 반대했던 만큼 제2차 세계 대전에서 핵무기를 사용하지 말기 바랐다. 민간인에 대한 사용 가능성 때문이었다. 실라르드는 핵무기의 위협만으로도 독일과 일본을 항복시킬 수 있기 바랐다. 그는 원자탄 시위를 주장하는 실라르드 청원서(Szilard petition)를 작성하였다. 그러나 유럽에서 전쟁이 끝났고 태평양에서 미국의 희생이 극심하다는 이유로 해리 트루먼 신임 미국 대통령은 실라르드와 다른 과학자들의 항의를 묵살하고 히로시마와 나가사키에서 핵무기를 사용하기로 결정하였다.

## 종전 후
실라르드는 종전후 1947년에 핵무기의 공포를 떨쳐버리려고 물리학에서 분자생물학으로 전향하였지만, 1950년에는 지구상의 모든 생물을 멸종시킬 수 있는 코발트 폭탄을 신종 핵무기로서 제안하였다. 그는 샌디에이고에 있는 소크 연구소(Salk Institute)에서 만년을 보냈다. 1961년에 실라르드는 단편소설집 《돌고래들의 목소리》(The Voice of the Dolphins, and Other Stories)를 출판하였다. 여기서 그는 냉전으로 야기된 도덕적 윤리적 문제 그리고 핵무기 개발에서 자신의 역할 등을 조명하였다. 1962년에 실라르드는 "살 만한 세상을 위한 모임"(Council for a Livable World)에 창립 회원으로 참여하였다. 이 모임의 목적은 대중과 의회에 핵전쟁의 위협을 알리고 무기 통제와 핵무장 해제의 합리적인 길을 모색하는 것이었다.
1960년에 실라르드는 방광암 진단을 받았다. 그는 자신을 위하여 설계한 바에 따라 방사선 치료를 받았다. 1962년에 두 번째 치료가 있었고 그 후 실라르드의 암은 사그러졌다. 실라르드는 그가 66세 되던 1964년 5월에 잠을 자다가 심장 마비로 사망하였다. 추도사에 따르면, "죽음은 그가 잠든 동안에 그를 덮쳐야 하였던 바, 만일 그렇지 않았다면 그는 죽음도 따돌렸을 것이다."